# 東京都歌
「東京都歌」（とうきょうとか）は日本の都道府県の一つ、東京都が1947年（昭和22年）に制定した都歌である。作詞・原田重久、補作・深尾須磨子、作曲・加須屋博、編曲・高田三郎。

## 解説
3番まである行進曲風の歌で、1・2・3番ともに「大東京　きょうもあけゆく」で終わる。作詞作曲はともに公募であり、2011年（平成23年）に東京都議会本会議の前座として歌われたことがある。しかし入都式や東京都知事の新年あいさつ、東京マラソンの開会式で「君が代」は歌われるのに対し「東京都歌」は歌われなかったのを始め、都のイベントや式典でも本曲が演奏される機会は少ない。
東京都歌の他に、1926年（大正15年）に制定された「東京市歌」も準都歌的な扱いで存続している（都歌にある「大東京」という表現はこの「市歌」にも見られる）。

## 沿革
1943年（昭和18年）、東京都制の施行により、東京府と東京市は廃止され、新制「東京都」が成立した。しかし当時は太平洋戦争の最中だったため、1926年制定の「東京市歌」は存在したが「東京都」の歌を新規に作成する余裕はなかった。戦争が終結した翌年の1946年（昭和21年）10月になり、ようやく都歌制定審査委員会が招集された。委員長を小宮豊隆とする同委員会はまず歌詞を全国紙で公募し、6532編の応募作より歌詞を選定したが、歌詞の内容に関しては同委員会の選定に加えてGHQの検閲も行われた。歌詞の決定後、同様に曲の公募が実施され同委員会の信時潔と橋本國彦を中心に曲の選考作業が行われた。同年4月に当選作が発表され、4月19日に日比谷公会堂で記念演奏会が開かれた。当初は柴田睦陸が歌う予定だったが、病気のため代役として中山悌一が歌唱を披露した。
戦後まもなく作詞作曲された東京都歌は現代に合わないので、戦後60年の節目に、元は作家である石原慎太郎東京都知事が新しい都の歌を作ってはどうか、という質問が2005年（平成17年）に都議会でなされたことがある。これに対し石原知事は東京音頭や東京ラプソディのようにうまく作らないとそしられる、としながらも、自分を含め大いに公募してできた新しい都の歌で日本中から人がくるという試みを前向きに検討する、と答弁した。

### 作詞者・作曲者について
作詞者の原田重久は入選当時、北多摩郡谷保村（現在の国立市）役場の主事で「東京都歌」入選後は脚本家、教育番組『世界と日本』のコメンテーターを経て郷土史家となった。1985年（昭和60年）逝去。享年85（満84歳没）。
作曲者の加須屋博は1968年（昭和43年）に朝日新聞社から刊行された『東京のうた その心をもとめて』において「沼津在住の学生」とされているが、同書の刊行時点で既に「消息不明」の扱いであった。1981年（昭和56年）刊の『日本大学 50万人の桜花青春譜』では日本大学三島キャンパスに伝わる「学園讃歌」（作詞：佐藤昭二）の作曲者とされている。

## 音源
制定時にキングレコードが製造したSP盤（規格品番：N14-6693/6694）のA面における歌唱は創唱者の中山悌一ではなく、長門美保と木下保である。B面には内藤清五が編曲したインストゥルメンタルの「行進曲 東京都」が収録されている。
1968年（昭和43年）には東京奠都100周年を機に選定され、日本コロムビアが製造した記念歌「この空は──」（作詞：岡本和美、補作：サトウハチロー、作曲：古関裕而）のソノシート（PCD-3）B面で三鷹淳がカバーしている。